# Calymmochilus dispar
Calymmochilus dispar is een vliesvleugelig insect uit de familie Eupelmidae. De wetenschappelijke naam is voor het eerst geldig gepubliceerd in 1967 door Boucek & Andriescu.